# Керрі Фокс
Керрі Фокс (англ. Karry Fox; нар. 30 липня 1966, Веллінгтон, Нова Зеландія) — новозеландська акторка та сценарист.

## Біографія
Народилася 30 липня 1966 року у Веллінгтоні, Нова Зеландія. Керрі здобула широку популярність, знімаючись у незалежному кіно та на телебаченні.
Першою появою акторки стала епізодична роль у телесеріалі «Байки зі склепу» в 1989 році, одразу за нею була також епізодична поява в серіалі «Ніч червоного мисливця», де Керрі зіграла офіцера поліції.